# Municipio de Hampshire (Illinois)
El municipio de Hampshire (en inglés: Hampshire Township) es un municipio ubicado en el condado de Kane en el estado estadounidense de Illinois. En el año 2010 tenía una población de 7569 habitantes y una densidad poblacional de 81,28 personas por km².

## Geografía
El municipio de Hampshire se encuentra ubicado en las coordenadas 42°6′41″N 88°31′46″O / 42.11139, -88.52944. Según la Oficina del Censo de los Estados Unidos, el municipio tiene una superficie total de 93.13 km², de la cual 93,1 km² corresponden a tierra firme y (0,03 %) 0,03 km² es agua.

## Demografía
Según el censo de 2010, había 7569 personas residiendo en el municipio de Hampshire. La densidad de población era de 81,28 hab./km². De los 7569 habitantes, el municipio de Hampshire estaba compuesto por el 94,82 % blancos, el 0,57 % eran afroamericanos, el 0,21 % eran amerindios, el 1,29 % eran asiáticos, el 2,02 % eran de otras razas y el 1,08 % eran de una mezcla de razas. Del total de la población el 8,3 % eran hispanos o latinos de cualquier raza.